# Melanotaenia papuae
Melanotaenia papuae är en fiskart som beskrevs av Allen, 1981. Melanotaenia papuae ingår i släktet Melanotaenia och familjen Melanotaeniidae. IUCN kategoriserar arten globalt som livskraftig. Inga underarter finns listade i Catalogue of Life.